# 자연 경제
경제학에서 자연 경제(自然經濟, 영어: natural economy)는 이론이 아닌 실제의 동향으로 나타나는 경제다. 자족경제 또는 물물교환경제를 의미하기도 한다.
같은 뜻으로 다른말로는 현물경제라고도 하며, 화폐경제·상품경제에 대비해서 쓰인다.
자족경제란 한 가족이 그들의 필요를 채우기 위한 모든 재화를 가족단체 내에서 취득하며, 생산과 소비가 동일한 가족 내에서 이루어지는 경우를 말하는 것인데, 이를 장원(莊園)·도시·국가 등에까지 확대해서 생각하는 것이다.
그러나 자급자족경제를 경제의 이상으로 생각하던 아리스토텔레스 이래, 교환을 전혀 하지 않는다는 뜻에서의 자족경제는 역사적으로 실현되지 못하였고 이상으로만 존재해왔다.
물물교환경제란 교환수단으로서의 화폐를 사용하지 않고 현물로 교환한다는 뜻이므로 현물경제라고 할 수도 있으며, 곧 화폐 출현 이전의 경제발전단계를 가리킨다.
힐데브란트에 의하면 경제의 발전단계는 자연경제 → 화폐경제 → 신용경제로 이어진다.

## 같이 보기
- 선물 경제